# 寶城郡
寶城郡（：／ Boseong gun */?），是大韓民國全羅南道南部的一個郡，西南臨海。面積663.35平方公里，2005年人口53,291人。下分2邑、10面。757年起設寶城郡。
是韓國著名的綠茶產區。慶全線經過。

## 友好城市
- 首爾江南區
- 首爾江北區
- 釜山莲堤区
- 大邱北区
- 中国辽宁省沈阳市苏家屯区